# Národní banka československá (Hradec Králové)
Národní banka československá je budova na nároží dnešního náměstí Osvoboditelů a Divišovy ulice v Hradci Králové. Funkcionalistická stavba byla vybudována v letech 1930–32 podle návrhu architekta Jana Rejchla.

## Historie
Řditelství Národní banky československé vypsalo architektonickou soutěž na své nové sídlo v Hradci Králové v roce 1928. Do soutěže se přihlásilo pět pražských architektů a tři královéhradečtí: Oldřich Liska, Jan Rejchl a Bohumil Waigant. Podle článku v Národních listech byla soutěž v roce 1929 zúžena na dva Pražany (Šulc a Fajfr) a dva Hradečáky (Liska a Rejchl). Definitivním vítězem se stal Jan Rejchl. Zajímavostí je, že podle původního Rejchlova návrhu měl být celý objekt obložen deskami z přírodního pískovce, nakonec ale byly použity jen na soklu budovy. Stavba samotná probíhala od 4. srpna 1930 do 1. května 1932 a prováděla ji buď stavební firma architektova bratra Václava Rejchla ml., nebo stavební společnost Nekvasil – Schmidt.
Po druhé světové válce v budově sídlila pobočka Státní banky československé. V roce 1964 byl objekt zapsán na seznam kulturních památek. Po roce 1989 se Česká národní banka, která byla nástupcem Státní banky československé, přesunula do nové budovy v Hořické ulici, a původní budovu začala využívat Komerční banka, pro niž byly v roce 1993 nově vybaveny interiéry. V letech 2011–12 a poté v roce 2015 proběhly další opravy a úpravy budovy.

## Architektura

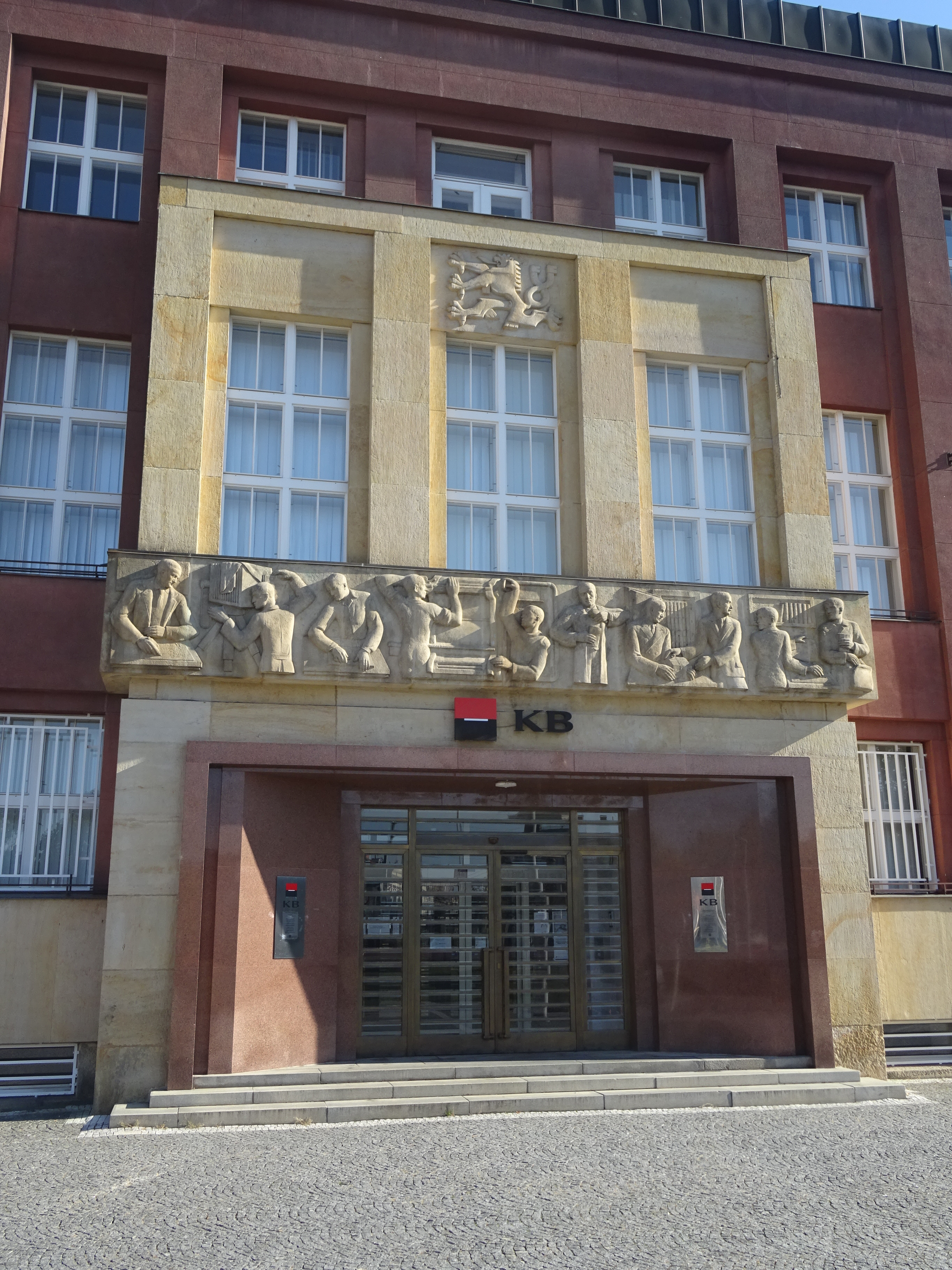
Pásový reliéf nad hlavním portálem

Dvoupatrová budova stojí na půdorysu tvaru písmene L, kratší část je orientována do Divišovy ulice. Budova je zděná, cihlová, novodobě omítnutá tvrdou omítkou. Sokl je obložen deskami z přírodního pískovce. Hlavní vchod do budovy je v západním průčelí, tj. směrem do náměstí. Pravoúhlý portál je obložený mramorem a předstupuje před průčelí. Hlavní průčelí je třináctiosé, v prvním patře vystupuje rizalit se třemi okny, na obou stranách je symetricky umístěno po dalších pěti oknech. Uliční průčelí je v levé části zcela bez oken, pravá část je pak devítiosá a v přízemí je deváté okno nahrazeno postranním vchodem s mosaznými dveřmi. Okna – ať už šestidílná v prvním patře, nebo ostatní čtyřdílná – se zachovala původní.

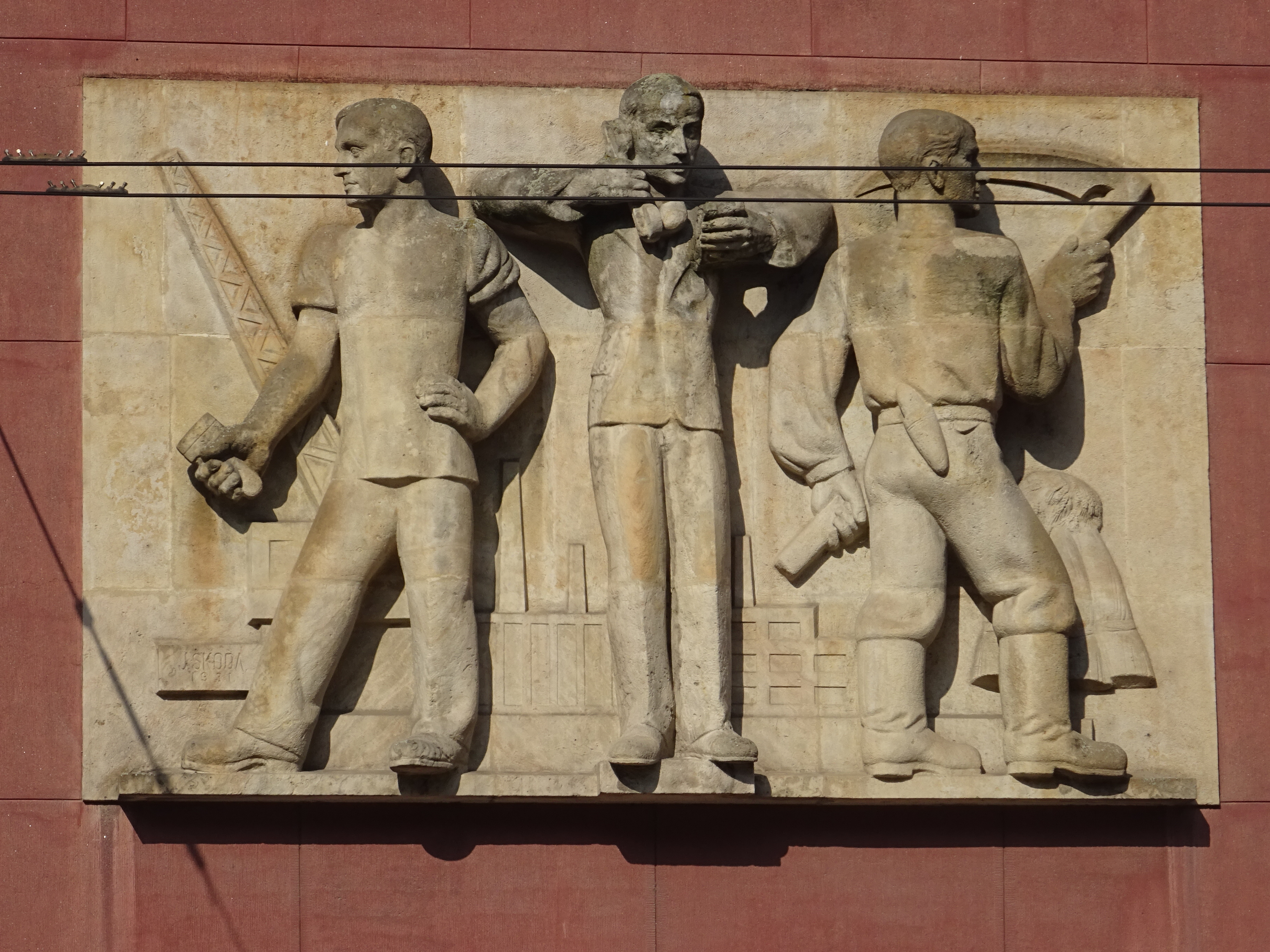
Vlevo dělník, vpravo rolník, uprostřed zástupce pracující inteligence (pravděpodobně Rejchlův kryptoportrét).

Budova je zdobena třemi pískovcovými reliéfy od Josefa Škody. Prvním z nich je lev umístěný v prvním patře nad hlavním vstupem do budovy. Druhým a největším je pásový reliéf přímo nad hlavním portálem. Ten je jakousi prezentací bankovního domu. Představuje celkem deset postav: muž zcela vlevo kreslí návrh, druhý ho filmuje a třetí vyrývá grafickou desku, aby připravil emisi bankovek, čtvrtý a pátý muž pak pracují s tiskařským lisem, šestý muž s lupou kontroluje kvalitu emise, sedmý a osmý v trezoru počítají bankovky a balíčkují je, poslední dvojice pak představuje bankovního úředníka, jak předává bankovky klientovi. Zde je také podpis autora Josefa Škody a datace 1931. Poslední, třetí Škodův reliéf je umístěn na uliční fasádě, v části bez oken. Tři postavy na něm představují dělníka, rolníka a uprostřed pak zástupce pracující inteligence. Tato postava s telefonem v ruce je prý kryptoportrétem samotného Jana Rejchla.